# Ificià
Ificià (en llatí Iphicianus, en grec antic Ἰφικιανός) era un metge romà que Galè menciona quatre vegades, però amb petites diferències de nom cada vegada (Ἰφικιανός, Ἐφικιανός, Φικιανός i Φηκιανός. Ificià és la forma adoptada per Fabricius i sembla la més correcta, però Émile Littré en la seva edició d'Hipòcrates va utilitzar la forma Φηκιανός.
Va ser deixeble de Quint i un dels tutors de Galè a la meitat del segle ii. Era seguidor de la filosofia estoica i va comentar una part o potser la totalitat de les obres d'Hipòcrates.